# 페리에레스
페리에레스(Perieres)는 그리스 신화에 나오는 메세네의 왕이다. 그리스인의 조상인 헬렌의 후손으로 아이올로스와 에나레테의 아들이다. 코린토스를 창건한 시시포스, 이올코스를 세운 크레테우스, 살모네 왕국을 건설한 살모네우스, 오르코메노스 왕이 된 아타마스의 형제이며 카나케, 알키오네, 페이시디케, 칼리케, 클레오불레, 페리메데와는 남매 사이이다. 그리스 곳곳에 도시국가를 세워 유력한 가문을 형성한 형제들과 마찬가지로 페리에레스도 메세네로 가서 폴리카온의 뒤를 이어 왕이 되었고, 메두사를 죽인 영웅 페르세우스의 딸 고르고포네와 결혼하여 아파레우스와 레우키포스, 이카리오스, 틴다레오스 등의 아들을 낳았다.